# کالینته (نوادا)
کالینته، نوادا (به انگلیسی: Caliente, Nevada) یک شهر در ایالات متحده آمریکا است که در نوادا واقع شده‌است.

## خصوصیات
کالینته ۴٫۸ کیلومترمربع مساحت و ۱٬۱۳۰ نفر جمعیت دارد و ۱٬۳۴۳ متر بالاتر از سطح دریا واقع شده‌است.